# Balearische grasmus
De Balearische grasmus (Curruca balearica synoniem: Sylvia balearica) is een zangvogel uit de familie Sylviidae (grasmussen).

## Verspreiding en leefgebied
Deze soort is endemisch op de eilandengroep de Balearen.

## Status
De grootte van de populatie is in 2021 geschat op 28.000-50.000 volwassen vogels. Op de Rode lijst van de IUCN heeft deze soort de status niet bedreigd.